# Натальино (Балаковский район)
Ната́льино — село в Балаковском районе Саратовской области, административный центр сельского поселения Натальинское муниципальное образование. Население — 1657 (2013).

## История
Основано как владельческая деревня в 1770-х — 1780-х годах. Первоначально принадлежала Н. А. Голицыной. В первой четверти XIX века деревня перешла к князьям Кочубеям. Среди жителей был распространён раскол. К 1830-м годам практически вся деревня перешла в раскол. В 1836 году иждивением М. В. Кочубей в деревне всё же открылся православный приход и появилась первая часовня. Местные старообрядцы в последовавшие годы формально перешли в православие, но продолжали придерживаться раскола. В 1847 году в Натальине была построена каменная православная церковь во имя преподобной Марии Египетской. Согласно Списку населённых мест Российской империи по сведениям за 1859 год владельческое село Натальино (Широкая Селитьба) находилось при заливе реки Волги на расстоянии 87 вёрст от уездного города и относилась к Николаевскому уезду Самарской губернии. В селе насчитывалось 250 дворов, проживало 831 мужчина и 938 женщин, имелась православная церковь.
После крестьянской реформы село Натальино было отнесено к Николевской волости. Согласно населённых мест Самарской губернии по сведениям за 1889 год в Натальино проживали 2218 жителей (русские православного и стаообрядческого вероисповеданий), имелось 512 дворов. Земельный надел составлял 3040 десятин удобной и 443 десятины неудобной земли, имелись церковь, земская школа, 15 ветряных мельниц, квартира урядника. В 1897 году была освящена новая церковь. Согласно переписи 1897 года в селе проживали 2449 человек, из них православных — 1851, старообрядцев (беспоповцы) — 596.
Согласно Списку населённых мест Самарской губернии 1910 года село Натальино (оно же Селитьба, Никольское) населяли бывшие помещичьи крестьяне, преимущественно русские, православные и раскольники, 1176 мужчин и 1277 женщин, в селе имелись церковь, церковно-приходская школа, 2 молитвенных дома, 3 механические и 13 ветряных мельниц, кирпичный завод.
Гражданская война обошла Натальино стороной. В селе был сформирован красногвардейский отряд, принимавший участие в боях против белых, которые, однако, проходили вдалеке от самого Натальина. В 1926 году в селе насчитывалось 504 двора, 1006 мужчин и 1212 женщин, работала начальная школа. К началу Великой Отечественной войны в селе работали 3 колхоза: «Красное Знамя», имени Ленина и имени Карла Маркса. В этот же период в Натальине работал маслосырзавод. Православная церковь была закрыта и переоборудована под дом культуры. В 1956 году близ Натальина началось строительство Саратовской ГЭС и Саратовского водохранилища, которое должно было затопить целый ряд прибрежных населённых пунктов, в том числе и Натальино. В 1962 году жители Натальина переехали на новое место ближе к Балакову. Историческое Натальино при заполнении водохранилища было затоплено полностью. В 1964 году было сдано в эксплуатацию новое одноэтажное здание школы. В 1967 году начал работы Натальинский сельский дом культуры. В 1971 году Натальинская восьмилетняя школа была реорганизована в среднюю. В 1977 году в нескольких километрах северо-восточнее села началось строительство Балаковской АЭС. В поздний советский период село являлось центром Натальинского сельсовета и центральной усадьбой колхоза-гиганта имени Карла Маркса.

## Население
| Годы      | 1852 | 1859 | 1889 | 1897 | 1910 | 1926 | 2002 |
| --------- | ---- | ---- | ---- | ---- | ---- | ---- | ---- |
| Население | 1520 | 1769 | 2218 | 2449 | 2453 | 2218 | 1558 |

| 2002 | 2010  | 2012  | 2013  |
| ---- | ----- | ----- | ----- |
| 1558 | ↗1652 | ↗1727 | ↘1657 |

### Национальный состав
Согласно результатам переписи 2002 года русские составляли 91 % населения села.

## Климат
Климат Натальино — умеренно континентальный засушливый. Характерной особенностью климата является преобладание в течение года ясных малооблачных дней, умеренно холодная и малоснежная зима. Непродолжительная засушливая весна, жаркое и сухое лето. Континентальный климат смягчен близостью реки Волги. В последние годы климат имеет тенденцию к потеплению в зимний период и в течение марта. Осадки выпадают неравномерно. Весна и зима характеризуются небольшим количеством осадков, но облачность в этот период больше, чем в другое время года. Летом и осенью осадков выпадает больше, часто они носят ливневый характер, что является неблагоприятным для растений и почвы из-за смывания верхнего плодородного слоя и размывания оврагов.
В Натальино преобладают воздушные массы умеренных широт, движущиеся с Атлантики на восток, в этом же направлении движутся циклоны, которые приносят летом дождевую погоду, зимой снегопады. Свободно проникают северные и южные ветры, а также — суховеи со стороны Казахстана и Средней Азии. По направлению преобладают ветры юго-западной и западной ориентации. В целом климат села Натальино несколько мягче, чем на окружающей его территории, теплее на 2 °C, выпадает больше осадков, скорость ветра меньше.
- Среднегодовая температура — +6,4 °C
- Среднегодовая скорость ветра — 4,1 м/с
- Среднегодовая влажность воздуха — 65,3 %

| Показатель                                                                             | Янв.  | Фев.  | Март | Апр. | Май  | Июнь | Июль | Авг. | Сен. | Окт. | Нояб. | Дек. | Год  |
| -------------------------------------------------------------------------------------- | ----- | ----- | ---- | ---- | ---- | ---- | ---- | ---- | ---- | ---- | ----- | ---- | ---- |
| Абсолютный максимум, °C                                                                | 8     | 8     | 17   | 31   | 34   | 40   | 41   | 41   | 38   | 25   | 16    | 11   | 41   |
| Средний суточный максимум, °C                                                          | −5,6  | −5,2  | 1,0  | 12,9 | 21,3 | 25,9 | 27,7 | 26,0 | 19,4 | 10,7 | 1,0   | −4,3 | 10,9 |
| Средняя температура, °C                                                                | −8,8  | −8,9  | −2,9 | 7,6  | 15,3 | 20,1 | 22,1 | 20,1 | 13,9 | 6,5  | −1,6  | −7,2 | 6,4  |
| Средний суточный минимум, °C                                                           | −11,7 | −11,9 | −6,2 | 3,3  | 10,1 | 15,0 | 17,0 | 15,1 | 9,5  | 3,3  | −3,8  | −9,8 | 2,5  |
| Абсолютный минимум, °C                                                                 | −37   | −35   | −27  | −17  | −3   | 2    | 6    | 4    | −2   | −12  | −23   | −33  | −37  |
| Норма осадков, мм                                                                      | 52    | 36    | 34   | 32   | 35   | 49   | 53   | 45   | 42   | 44   | 52    | 57   | 531  |
| Источник: Метеостатистика для Саратовской области Solar energy and surface meteorology |       |       |      |      |      |      |      |      |      |      |       |      |      |